# Cuadrilátero de Saccheri

Cuadriláteros de Saccheri

Un cuadrilátero de Saccheri (también conocido como cuadrilátero de Khayyam–Saccheri) es un cuadrilátero con dos lados iguales perpendiculares a la base. Debe su nombre a Giovanni Gerolamo Saccheri, quién lo utilizó extensamente en su libro Euclides ab omni naevo vindicatus (literalmente, Euclides Liberado de Cada Defecto) publicado por primera vez en 1733, en un intento de probar el postulado de las paralelas que utiliza el método de reducción al absurdo. La primera consideración conocida sobre el cuadrilátero de Saccheri fue hecha por Omar Khayyam a finales del siglo XI, y ocasionalmente puede ser denominado como cuadrilátero de Khayyam-Saccheri.
Para un cuadrilátero de Saccheri ABCD, los lados AD y BC (también llamados piernas) son iguales en longitud y perpendiculares a la base AB. El lado superior CD se denomina cumbre o base superior y los ángulos en C y en D se denominan ángulos de cumbre.
La ventaja de utilizar cuadriláteros de Saccheri cuando se considera el postulado de las paralelas es que colocan las opciones mutuamente excluyentes en términos muy claros:
¿Son los ángulos de cumbre ángulos rectos, ángulos obtusos, o ángulos agudos?
Entonces resulta que cuando los ángulos de cumbre son ángulos rectos, la existencia de este cuadrilátero es equivalente a la declaración expuesta por el quinto postulado de Euclides. Cuando son agudos, el cuadrilátero lleva a la geometría hiperbólica, y cuándo son obtusos, el cuadrilátero lleva a la geometría elíptica (previendo que otras modificaciones deben ser hechas a los postulados). El mismo Saccheri, sin embargo, pensaba que tanto el caso obtuso como el caso agudo, podrían ser demostrados como contradictorios. Pudo demostrarlo en el caso obtuso, pero no pudo manejar correctamente el caso agudo.

## Historia
Los cuadriláteros de Saccheri fueron considerados en primer lugar por Omar Khayyam (1048-1131)  a finales del siglo XI, en su libro titulado Explicaciones de las Dificultades en los Postulados de Euclides. Al contrario que muchos comentaristas sobre Euclides anteriores y posteriores (incluyendo naturalmente a Saccheri), Khayyam no intentó probar el postulado de las paralelas como tal, pero intentó derivarlo de un postulado equivalente formulado en "Los principios del Filósofo" (Aristóteles):
Dos líneas rectas convergentes se cruzan, y es imposible para dos líneas rectas convergentes divergir en la dirección en la que convergen.
Entonces Khayyam consideró los tres casos (recto, obtuso, y agudo) que los ángulos de cumbre de un cuadrilátero de Saccheri pueden tomar, y después de probar un número de teoremas acerca de ellos, refutó (correctamente) los casos obtuso y agudo basándose en su postulado, y de ahí derivó el postulado clásico de Euclides.
No fue hasta 600 años más tarde cuando Giordano Vitale hizo un avance sobre Khayyam en su libro Euclide restituo (1680, 1686), utilizando el cuadrilátero para probar que si tres puntos son equidistantes a la base AB y a la cumbre CD, entonces AB y CD son siempre equidistantes.
Saccheri basó la totalidad de su larga, heroica, y finalmente defectuosa prueba del postulado de las paralelas alrededor del cuadrilátero y sus tres casos, probando muchos teoremas sobre sus propiedades a lo largo de sus trabajos.

## Propiedades
Sea ABCD un cuadrilátero de Saccheri, siendo AB la base, CA y DB los lados iguales y perpendiculares a la base, y CD la cumbre. Las propiedades siguientes son válidas en cualquier cuadrilátero de Saccheri en geometría hiperbólica:
- Los ángulos de cumbre (en C y D) son iguales y agudos.
- La cumbre es más larga que la base.
- El segmento de línea que une el punto medio de la base y el punto medio de la cumbre es mutuamente perpendicular a la base y a la cumbre.
- El segmento de línea que une los puntos medios de los lados, no es perpendicular a ninguno de los lados.
- Estos dos segmentos rectilíneos anteriores son perpendiculares entre sí.
- El segmento de línea que une el punto medio de la base y el punto medio de la cumbre divide el cuadrilátero de Saccheri en dos cuadriláteros de Lambert.
- Dos cuadriláteros de Saccheri con las bases congruentes y ángulos de cumbre congruentes, son congruentes entre sí (por ejemplo, los pares restantes de partes correspondientes son congruentes).
- Dos cuadriláteros de Saccheri con las cumbres congruentes y ángulos de cumbre congruentes, son congruentes entre sí.

## Formulación
En el plano hiperbólico de curvatura constante {\displaystyle -1}, la cumbre de un cuadrilátero de Saccheri puede ser calculado a partir de la pierna {\displaystyle l} y la base {\displaystyle b}, utilizando la fórmula:
{\displaystyle \cosh s=\cosh b\cdot \cosh ^{2}l-\sinh ^{2}l.}

## Ejemplos
Existen teselados del modelo de disco de Poincaré del plano hiperbólico utilizando cuadriláteros de Saccheri como dominios fundamentales. Además de los 2 ángulos rectos, estos cuadriláteros tienen ángulos de cumbre agudos. Los teselados adjuntos muestran simetrías del tipo *nn22 (notación orbifold):
| Simetría 3322 | Simetría ∞∞22 |